# Чемпионат России по хоккею с мячом 2008/2009
17-й чемпионат России по хоккею с мячом проходил с 13 октября 2008 года по 20 марта 2009 года. Сыграно 250 матчей, забито 2212 мячей. Чемпионом России стало московское «Динамо», не потерпевшее ни одного поражения в чемпионате.

## Высшая лига

### Первый этап

#### Западная группа
| Команда                      | 1    | 2   | 3    | 4   | 5    | 6    | 7    | 8    | 9    | 10   | И  | В  | Н | П  | М      | О  |
| ---------------------------- | ---- | --- | ---- | --- | ---- | ---- | ---- | ---- | ---- | ---- | -- | -- | - | -- | ------ | -- |
| 1. «Динамо» (Москва)         |      | 4:2 | 11:4 | 9:2 | 20:3 | 21:8 | 13:2 | 20:8 | 19:5 | 20:2 | 18 | 17 | 1 | 0  | 197:62 | 52 |
| 2. «Динамо-Казань» (Казань)  | 2:3  |     | 4:6  | 6:5 | 10:3 | 11:3 | 3:2  | 8:4  | 7:2  | 9:2  | 18 | 15 | 0 | 3  | 105:50 | 45 |
| 3. «Зоркий» (Красногорск)    | 1:10 | 1:5 |      | 2:1 | 4:1  | 10:0 | 6:3  | 3:1  | 6:2  | 9:0  | 18 | 12 | 1 | 5  | 84:62  | 37 |
| 4. «Родина» (Киров)          | 4:4  | 0:3 | 3:5  |     | 7:1  | 5:3  | 8:3  | 6:4  | 7:3  | 10:3 | 18 | 9  | 1 | 8  | 85:67  | 28 |
| 5. «Волга» (Ульяновск)       | 3:8  | 5:9 | 4:2  | 6:5 |      | 5:2  | 4:3  | 4:3  | 4:2  | 5:2  | 18 | 7  | 1 | 10 | 66:106 | 22 |
| 6. «Старт» (Нижний Новгород) | 4:9  | 3:4 | 4:5  | 3:2 | 5:4  |      | 7:3  | 3:2  | 7:3  | 5:1  | 18 | 7  | 1 | 10 | 71:105 | 22 |
| 7. «Строитель» (Сыктывкар)   | 1:6  | 0:6 | 3:3  | 5:2 | 4:4  | 7:2  |      | 4:2  | 3:0  | 4:0  | 18 | 6  | 2 | 10 | 56:80  | 20 |
| 8. «Водник» (Архангельск)    | 3:7  | 4:6 | 7:3  | 5:8 | 4:3  | 8:4  | 7:1  |      | 5:3  | 3:4  | 18 | 6  | 0 | 12 | 78:98  | 18 |
| 9. «Мурман» (Мурманск)       | 3:5  | 1:5 | 2:10 | 2:5 | 9:2  | 2:2  | 7:3  | 8:3  |      | 6:5  | 18 | 5  | 1 | 12 | 65:102 | 16 |
| 10. «Локомотив» (Оренбург)   | 5:8  | 2:5 | 1:4  | 0:5 | 7:5  | 3:6  | 0:5  | 3:5  | 4:5  |      | 18 | 2  | 0 | 16 | 44:119 | 6  |

«Волга» занимает место выше «Старта» благодаря лучшей разности мячей в личных встречах.

#### Восточная группа
| Команда                               | 1    | 2    | 3    | 4   | 5   | 6    | 7    | 8    | 9   | И  | В  | Н | П  | М      | О  |
| ------------------------------------- | ---- | ---- | ---- | --- | --- | ---- | ---- | ---- | --- | -- | -- | - | -- | ------ | -- |
| 1. «Кузбасс» (Кемерово)               |      | 5:3  | 10:2 | 8:2 | 9:1 | 13:3 | 9:2  | 13:3 | 6:2 | 16 | 15 | 0 | 1  | 123:44 | 45 |
| 2. «Енисей» (Красноярск)              | 6:5  |      | 2:1  | 3:1 | 9:3 | 7:2  | 15:0 | +:-  | 9:3 | 16 | 13 | 1 | 2  | 96:44  | 40 |
| 3. «СКА-Нефтяник» (Хабаровск)         | 5:9  | 6:0  |      | 7:5 | 6:3 | 10:2 | 6:4  | 10:1 | 8:3 | 16 | 11 | 0 | 5  | 84:52  | 33 |
| 4. «Сибсельмаш» (Новосибирск)         | 2:7  | 4:5  | 1:2  |     | 7:1 | 4:3  | 7:2  | 9:2  | 7:3 | 16 | 9  | 1 | 6  | 66:50  | 28 |
| 5. «Байкал-Энергия» (Иркутск)         | 2:4  | 3:6  | 2:1  | 3:3 |     | 3:1  | 10:2 | 9:1  | 4:3 | 16 | 9  | 1 | 6  | 63:62  | 28 |
| 6. «Уральский трубник» (Первоуральск) | 4:5  | 5:5  | 5:3  | 3:4 | 3:4 |      | 4:1  | +:-  | 6:3 | 16 | 7  | 1 | 8  | 55:64  | 22 |
| 7. «СКА-Свердловск» (Екатеринбург)    | 5:11 | 4:8  | 1:3  | 1:4 | 4:6 | 1:5  |      | +:-  | 5:2 | 16 | 3  | 1 | 12 | 41:97  | 10 |
| 8. «Маяк» (Краснотурьинск)            | -:+  | 1:8  | 3:10 | -:+ | 1:5 | -:+  | 4:4  |      | 3:1 | 16 | 1  | 1 | 14 | 19:69  | 4  |
| 9. «Саяны» (Абакан)                   | 2:9  | 1:10 | 1:4  | 0:6 | 2:4 | 1:9  | 3:5  | +:-  |     | 16 | 1  | 0 | 15 | 30:95  | 3  |

27 декабря 2008 года «Маяк» снялся с соревнований. В матчах, не сыгранных краснотурьинской командой, её соперникам присуждены технические победы.

### Второй этап

#### За 1—12-е места
| Команда                                | 1    | 2    | 3   | 4    | 5    | 6    | 7    | 8   | 9    | 10   | 11   | 12   | И  | В  | Н | П  | М      | О  |
| -------------------------------------- | ---- | ---- | --- | ---- | ---- | ---- | ---- | --- | ---- | ---- | ---- | ---- | -- | -- | - | -- | ------ | -- |
| 1. «Динамо» (Москва)                   |      | 5:2  | 4:2 | 12:3 | 11:4 | 10:3 | 18:4 | 9:6 | 20:3 | 9:2  | 21:8 | 17:5 | 22 | 21 | 1 | 0  | 211:74 | 64 |
| 2. «Кузбасс» (Кемерово)                | 5:9  |      | 8:5 | 5:3  | 6:1  | 10:2 | 9:1  | 8:2 | 13:3 | 11:3 | 13:3 | 13:3 | 22 | 17 | 0 | 5  | 162:76 | 51 |
| 3. «Динамо-Казань» (Казань)            | 2:3  | 5:4  |     | 4:2  | 4:6  | 5:3  | 2:0  | 8:3 | 10:3 | 6:5  | 11:3 | 5:2  | 22 | 16 | 0 | 6  | 116:78 | 48 |
| 4. «Енисей» (Красноярск)               | 1:5  | 6:5  | 8:4 |      | 3:3  | 2:1  | 9:3  | 3:1 | 10:1 | 6:2  | 10:3 | 7:2  | 22 | 13 | 2 | 7  | 103:80 | 41 |
| 5. «Зоркий» (Красногорск)              | 1:10 | 2:3  | 1:5 | 2:1  |      | 5:3  | 1:3  | 5:1 | 4:1  | 2:1  | 10:0 | 5:4  | 22 | 13 | 1 | 8  | 80:76  | 40 |
| 6. «СКА-Нефтяник» (Хабаровск)          | 2:5  | 5:9  | 5:7 | 6:0  | 2:7  |      | 6:3  | 7:5 | 14:4 | 4:3  | 5:4  | 10:2 | 22 | 9  | 0 | 13 | 94:104 | 27 |
| 7. «Байкал-Энергия» (Иркутск)          | 3:11 | 2:4  | 4:1 | 3:6  | 1:3  | 2:1  |      | 3:3 | 6:6  | 7:4  | 4:2  | 3:1  | 22 | 8  | 2 | 12 | 70:118 | 26 |
| 8. «Сибсельмаш» (Новосибирск)          | 4:5  | 2:7  | 1:7 | 4:5  | 3:2  | 1:2  | 7:1  |     | 9:0  | 7:2  | 7:4  | 4:3  | 22 | 8  | 1 | 13 | 86:100 | 25 |
| 9. «Волга» (Ульяновск)                 | 3:8  | 3:8  | 5:9 | 3:5  | 4:2  | 6:3  | 5:3  | 5:3 |      | 6:5  | 5:2  | 4:2  | 22 | 7  | 2 | 13 | 80:153 | 23 |
| 10. «Родина» (Киров)                   | 4:4  | 3:2  | 0:3 | 5:4  | 3:5  | 4:5  | 11:4 | 5:6 | 4:1  |      | 5:3  | 8:1  | 22 | 7  | 1 | 14 | 91:103 | 22 |
| 11. «Старт» (Нижний Новгород)          | 4:9  | 4:12 | 3:4 | 1:4  | 4:5  | 5:2  | 5:6  | 6:3 | 5:4  | 3:2  |      | 5:0  | 22 | 6  | 0 | 16 | 80:144 | 18 |
| 12. «Уральский трубник» (Первоуральск) | 3:6  | 4:5  | 5:7 | 5:5  | 3:4  | 5:3  | 3:4  | 3:4 | 5:5  | 4:7  | 2:3  |      | 22 | 1  | 2 | 19 | 67:134 | 5  |

#### За 13—18-е места
| Команда                             | 13  | 14  | 15  | 16  | 17  | 18  | И  | В | Н | П | М     | О  |
| ----------------------------------- | --- | --- | --- | --- | --- | --- | -- | - | - | - | ----- | -- |
| 13. «Строитель» (Сыктывкар)         |     | 3:0 | 4:2 | 4:0 | 6:3 | +:- | 10 | 7 | 0 | 3 | 32:27 | 21 |
| 14. «Мурман» (Мурманск)             | 7:3 |     | 8:3 | 6:5 | 6:1 | +:- | 10 | 6 | 1 | 3 | 48:39 | 19 |
| 15. «Водник» (Архангельск)          | 7:1 | 5:3 |     | 3:4 | 6:1 | +:- | 10 | 6 | 0 | 4 | 38:33 | 18 |
| 16. «Локомотив» (Оренбург)          | 0:5 | 4:5 | 3:5 |     | 2:1 | +:- | 10 | 4 | 0 | 6 | 24:35 | 12 |
| 17. «СКА-Свердловск» (Екатеринбург) | 6:0 | 7:5 | 4:5 | 3:4 |     | 5:2 | 10 | 4 | 0 | 6 | 36:39 | 12 |
| 18. «Саяны» (Абакан)                | 2:6 | 8:8 | 5:2 | 3:2 | 3:5 |     | 10 | 2 | 1 | 7 | 23:28 | 7  |

Курсивом выделены результаты матчей, сыгранных командами на первом этапе.

За неявки на игры в Оренбург, Мурманск, Архангельск и Сыктывкар команде «Саяны» (Абакан) засчитаны технические поражения.

## Сводная таблица чемпионата
| Команда                                | И  | В  | Н | П  | М       | О  |
| -------------------------------------- | -- | -- | - | -- | ------- | -- |
| 1. «Динамо» (Москва)                   | 30 | 29 | 1 | 0  | 309:103 | 88 |
| 2. «Кузбасс» (Кемерово)                | 28 | 23 | 0 | 5  | 210:90  | 69 |
| 3. «Динамо-Казань» (Казань)            | 30 | 24 | 0 | 6  | 165:95  | 72 |
| 4. «Енисей» (Красноярск)               | 28 | 19 | 2 | 7  | 153:89  | 59 |
| 5. «Зоркий» (Красногорск)              | 30 | 19 | 2 | 9  | 124:95  | 59 |
| 6. СКА-«Нефтяник» (Хабаровск)          | 28 | 15 | 0 | 13 | 135:117 | 45 |
| 7. «Байкал-Энергия» (Иркутск)          | 28 | 14 | 2 | 12 | 108:131 | 44 |
| 8. «Сибсельмаш» (Новосибирск)          | 28 | 14 | 1 | 13 | 119:108 | 43 |
| 9. «Волга» (Ульяновск)                 | 30 | 11 | 3 | 16 | 111:187 | 36 |
| 10. «Родина» (Киров)                   | 30 | 14 | 1 | 15 | 142:128 | 43 |
| 11. «Старт» (Нижний Новгород)          | 30 | 11 | 1 | 18 | 116:173 | 34 |
| 12. «Уральский трубник» (Первоуральск) | 28 | 7  | 2 | 19 | 91:140  | 23 |
| 13. «Строитель» (Сыктывкар)            | 22 | 9  | 2 | 11 | 68:91   | 29 |
| 14. «Мурман» (Мурманск)                | 22 | 7  | 2 | 13 | 84:118  | 23 |
| 15. «Водник» (Архангельск)             | 22 | 9  | 0 | 13 | 91:108  | 27 |
| 16. «Локомотив» (Оренбург)             | 22 | 5  | 0 | 17 | 52:126  | 15 |
| 17. «СКА-Свердловск» (Екатеринбург)    | 24 | 5  | 1 | 18 | 67:131  | 16 |
| 18. «Саяны» (Абакан)                   | 24 | 3  | 1 | 20 | 48:113  | 10 |
| 19. «Маяк» (Краснотурьинск)            | 16 | 1  | 1 | 14 | 19:69   | 4  |

## Составы команд и авторы забитых мячей
Чемпионы России
- 1. «Динамо» (Москва) (23 игрока): Денис Половников (19; −37; 0; 0), Кирилл Хвалько (14; −33; 0; 10), Андрей Рейн (13; −33; 1; 0) − Павел Франц (28; 1; 28; 40), Андрей Золотарёв (18; 1; 2; 60), Василий Грановский (24; 0; 1; 100), Дмитрий Стариков (29; 2; 4; 50), Ринат Шамсутов (26; 17; 26; 35), Даниель Кжелл Эрикссон (29; 9; 1; 105), Александр Тюкавин (28; 11; 25; 0), Максим Чермных (29; 11; 26; 10+К), Юрий Погребной (27; 3; 3; 30+К), Дмитрий Савельев (27; 2; 8; 105), Иван Максимов (29;, 23; 27; 20), Дмитрий Попутников (27; 3; 3; 10), Михаил Свешников (25; 24; 44; 20), Кирилл Петровский (28; 18; 4; 20), Евгений Иванушкин (21; 57; 10; 20), Сергей Обухов (30; 87; 13; 10), Александр Насонов (29; 39; 19; 10). В команде также выступали: Александр Усов (1; 0; 0; 15), Дмитрий Логинов (1; 0; 0; 0) и Юрий Радюшин (1; 1; 1; 0).

Серебряные призёры
- 2. «Кузбасс» (Кемерово) (27 игроков): Роман Гейзель (13; −34; 0; 0), Сергей Морозов (19; −52; 2; 0) − Александр Антипов (23; 0; 0; 0), Денис Борисенко (23; 1; 1; 85), Павел Булатов (20; 0; 4; 25), Сергей Дубинин (23; 0; 1; 85), Дмитрий Завидовский (24; 9; 4; 10), Николай Кадакин (25; 13; 9; 40), Александр Ким (26; 4; 10; 25+К), Семен Козлов (26; 0; 1; 110), Денис Криушенков (26; 24; 22; 40), Вячеслав Морзовик (26; 5; 18; 95), Алексей Мясоедов (27; 6; 4; 10), Павел Рязанцев (26; 57; 12; 15), Вадим Стасенко (26; 23; 17; 30), Марат Сыраев (27; 7; 1; 25), Сергей Тарасов (27; 23; 2; 0), Павел Тетерин (16; 6; 22; 0), Виктор Чернышёв (26; 25; 27; 0), Егор Шицко (15; 3; 2; 0). В команде также выступали: Дмитрий Власов (5; 0; 0; 0), Илья Канин (1; 0; 0; 0), Антон Орловский (4; 0; 0; 0), Александр Сапега (4; 4; 0; 0), Максим Дмитриевич Семёнов (1; 0; 0; 0), Максим Сергеевич Семёнов (12; 0; 0; 10) и вратарь Борис Силиванов (5; −4; 0; 0).

Бронзовые призёры
- 3. «Динамо-Казань» (Казань) (23 игрока): Андреас Бергвалл (27; −79; 0; 20), Косынчук Александр (6; −11; 0; 0) − Ёхан Нильс Конни Андерссон (28; 12; 11; 10), Андрей Бегунов (17; 0; 1; 0), Алексей Бушуев (28; 5; 16; 45), Алексей Гладышев (28; 2; 7; 85), Бенгт Андерс Естлинг (28; 12; 10; 25), Игорь Ларионов (30; 24; 4; 40), Дмитрий Лыков (29; 0; 4; 60), Мороков Андрей (29; 7; 11; 30), Бо Патрик Нильссон (27; 48; 6; 15), Максим Пахомов (28; 10; 4; 45), Константин Поскрёбышев (29; 1; 3; 145+К), Эдуард Саксонов (27; 0; 1; 35), Денис Слаутин (28; 15; 6; 95+К), Константин Стебихов (29; 0; 0; 70), Александр Усов (30; 0; 0; 125), Сергей Харитонов (28; 26; 6; 30+К), Алексей Чижов (29; 0; 0; 100), Ульф Патрик Эйнарссон (30; 2; 32; 50). В команде также выступали: Артём Платонов (3; 0; 0; 0), Денис Самойлов (1; 0; 0; 0) и вратарь Александр Темников (4; −5; 0; 0). 1 мяч в свои ворота забил Золотарёв Алексей («Водник» (Архангельск).

- 4. «Енисей» (Красноярск) (25 игроков): Евгений Борисюк (19; −57; 0; 10), Александр Евтин (9; −32; 0; 0) − Сергей Большаков (27; 7; 3; 95), Артём Бондаренко (27; 22; 10; 40), Юрий Викулин (27; 4; 24; 95), Олег Земцов (26; 3; 8; 50), Артём Иванов (27; 0; 2; 120), Сергей Ломанов-мл. (27; 55; 25; 45), Антон Нагуляк (25; 3; 2; 10), Антон Оппенлендер (15; 1; 0; 40), Сергей Почкунов (27; 21; 0; 30), Юрий Радюшин (22; 5; 7; 0), Алексей Садовский (21; 5; 5; 0), Олег Толстихин (15; 0; 0; 0), Антон Храпенков (24; 8; 1; 15), Евгений Швецов (27; 11; 16; 90), Алексей Щеглов (27; 6; 3; 60), Иван Щеглов (27; 2; 2; 55). В команде также выступали: Константин Ахлестин (9; 0; 0; 0), Вячеслав Вдовенко (4; 0; 0; 0), Александр Егорычев (2; 0; 0; 0), Антон Савлук (7; 0; 0; 20), Анатолий Суздалев (1; 0; 1; 0), Максим Ширяев (2; 0; 0; 0) и вратарь Роман Черных (1; 0; 0; 0).

- 5. «Зоркий» (Красногорск) (29 игроков): Андрей Анисимов (17; −58; 0; 0), Михаил Лебедев (13; −37; 0; 0) − Николай Ануфриев (27; 3; 0; 20), Сергей Бурлаков (28; 3; 29; 60), Константин Волочугин (19; 0; 0; 55+К), Алексей Доровских (30; 12; 11; 50), Денис Котков (27; 7; 7; 40), Сами Лаакконен (28; 52; 1; 50), Тууре Лампинен (28; 1; 1; 75+К), Логинов Юрий (30; 8; 3; 60), Александр Патяшин (17; 6; 1; 20), Игорь Уфандеев (30; 2; 14; 60), Евгений Хвалько (24; 6; 6; 50), Пётр Цыганенко (26; 2; 1; 0), Олег Чубинский (28; 1; 0; 120), Юрий Шардаков (27; 12; 7; 20). В команде также выступали: Александр Воюшин (2; 0; 0; 0), Андрей Глазер (3; 0; 1; 0), Пётр Захаров (14; 2; 3; 50), Роман Козулин (14; 1; 0; 10), Валерий Липатенков (2; 0; 0; 0), Даниэль Моссберг (3; 0; 2; 10), Павел Нивин (12; 0; 0; 10), Максим Пьянов (8; 1; 0; 0), Ёран Розендаль (6; 2; 3; 0), Евгений Трофимов (1; 0; 0; 0), Юкки Хедквист (3; 1; 1; 0), Улов Энглунд (5; 0; 0; 35), Стефан Эрикссон (6; 2; 9; 0).

- 6. СКА-«Нефтяник» (Хабаровск) (22 игрока): Олег Андрющенко (12; −54; 0; 0), Виктор Яшин (17; −63; 1; 10) − Александр Баженов (19; 0; 0; 35), Максим Гавриленко (24; 3; 20; 10), Константин Ерёменко (25; 2; 0; 100), Станислав Исмагилов (28; 16; 3; 45), Сергей Каргаполов (28; 3; 1; 120), Андрей Ковалёв (15; 1; 2; 15), Денис Корев (23; 0; 0; 30), Евгений Корев (24; 4; 11; 25), Дмитрий Логинов (26; 7; 2; 30), Евгений Маврин (28; 29; 12; 35), Дмитрий Попов (28; 18; 7; 70+К), Сергей Рогулёв (28; 16; 11; 85), Максим Рязанов (25; 0; 1; 125), Юрий Германович Соколов (25; 0; 2; 95), Евгений Стеблецов (28; 14; 5; 10), Михаил Тюко (27; 6; 6; 80), Сегей Юсупов (28; 15; 7; 35). В команде также выступали: Егор Горностаев (6; 0; 0; 0), Михаил Клянин (5; 0; 3; 0), Фёдор Розвезев (11; 1; 0; 10).

- 7. «Байкал-Энергия» (Иркутск) (26 игроков): Алексей Негрун (8; −39; 0; 10), Денис Рысев (14; −57; 0; 0), Алексей Савельев (9; −35; 0; 0) − Сергей Артёменко (28; 6; 3; 40), Максим Блем (28; 3; 0; 55), Андрей Веселов (27; 1; 17; 125+К), Андрей Воробьёв (20; 0; 1; 15), Андрей Герасимов (28; 15; 6; 0+К), Анатолий Голубков (21; 0; 0; 145), Павел Дубовик (27; 11; 4; 100), Александр Захваткин (28; 4; 3; 95), Максим Кошелев (28; 10; 8; 45), Ян Муравский (20; 0; 1; 0), Роман Мурзин (26; 8; 1; 10), Константин Савченко (28; 9; 24; 40), Роман Ташкинов (22; 9; 0; 15), Юрий Тимофеев (18; 0; 1; 40), Евгений Ткачук (26; 7; 1; 15), Виктор Черных (20; 0; 0; 70), Евгений Яковлев (28; 25; 6; 50+К). В команде также выступали: Дмитрий Бутаков (7; 0; 0; 0), Никита Ерахтин (2; 0; 0; 0), Игорь Иванов (12; 0; 0; 0), Евгений Халдин (1; 0; 0; 0), Нурмамед Шафиев (5; 0; 1; 0) и Максим Эйсбруннер (10; 0; 0; 20).

- 8. «Сибсельмаш» (Новосибирск) (25 игроков): Дмитрий Анфиногенов (15; −58; 0; 10), Сергей Наумов (12; −50; 1; 10) − Игорь Войтович (27; 4; 2; 55), Алексей Голитаров (27; 13; 6; 30), Константин Емельянов (15; 3; 1; 10), Ишкельдин Максим (27; 8; 5; 20), Евгений Конин (27; 0; 0; 30), Евгений Леонов (25; 6; 1; 10), Роман Макаренко (27; 0; 1; 165+К), Николай Мельников (27; 0; 13; 90), Фёдор Миронов (16; 10; 2; 20), Денис Потёмин (27; 3; 11; 80), Евгений Свиридов (27; 9; 2; 205+К), Игорь Сычёв (27; 2; 4; 110), Сергей Таранов (27; 10; 1; 0), Денис Турков (27; 35; 4; 0), Дмитрий Чехутин (27; 8; 1; 20), Шадрин Евгений (27; 1; 15; 35). В команде также выступали: Павел Анисимов (3; 2; 0; 0), Андрей Балыкин (8; 1; 3; 10), Вячеслав Быков (14; 0; 0; 0), Андрей Могильников (3; 0; 0; 0), Павел Тетерин (10; 3; 7; 0), Сергей Швырёв (2; 0; 0; 0), Антон Шевцов (6; 0; 2; 0). 1 мяч в свои ворота забил Андрей Хлюпин («Саяны» (Абакан).

- 9. «Волга» (Ульяновск) (27 игроков): Максим Москвичёв (24; −121; 0; 35), Дмитрий Сергеев (7; −66; 0; 0) − Борис Вавилов (23; 0; 1; 5), Румиль Галиуллин (30; 3; 1; 225), Сергей Горчаков (28; 1; 3; 145+К), Виталий Грачёв (28; 0; 1; 95), Юрий Карсаков (25; 0; 1; 80), Дмитрий Константинов (23; 10; 0; 40), Андрей Котачёв (28; 3; 4; 10), Валерий Люлюмов (28; 18; 1; 70), Виталий Макаров (22; 8; 10; 0), Алексей Мосягин (22; 2; 4; 30), Александр Опарин (26; 4; 6; 110), Дмитрий Оськин (28; 3; 1; 20), Вячеслав Петров (21; 2; 0; 10), Александр Савельев (21; 19; 4; 40), Николай Синьков (25; 0; 0; 65), Сергей Улазов (27; 9; 3; 10), Алексей Федосов (25; 5; 16; 30), Денис Цыцаров (29; 23; 5; 80). В команде также выступали: Дмитрий Власов (14; 0; 0; 5), Иван Аркадьевич Козлов (15; 0; 4; 50), Михаил Коптий (9; 0; 2; 20), Александр Кузнецов (7; 0; 1; 0), Равиль Сиразетдинов (8; 0; 0; 0), Сергей Шебонкин (5; 0; 0; 0) и вратарь Антон Хрипачёв (1; 0; 0; 0). 1 мяч в свои ворота забил Евгений Щеглов («Локомотив» (Оренбург).

- 10. «Родина» (Киров) (31 игрок): Дмитрий Вершинин (24; −94; 1; 10), Николай Зыкин (6; −27; 1; 0) − Вячеслав Бронников (28; 46; 18; 70), Михаил Добрынин (23; 0; 1; 105), Дмитрий Евтюшин (29; 11; 4; 60), Михаил Жданов (25; 5; 6; 85+К), Алексей Загарских (27; 3; 6; 40), Константин Зубарев (29; 34; 4; 35), Андрей Клабуков (29; 1; 1; 235+2К), Алексей Ланских (30; 6; 2; 10), Сергей Перминов (29; 22; 9; 40), Александр Ронжин (28; 1; 4; 160), Александр Симонов (24; 1; 21; 125), Павел Чарушин (28; 0; 0; 70), Дмитрий Черепанов (29; 0; 19; 220), Сергей Шабуров (29; 8; 9; 45). В команде также выступали: Антон Ворончихин (2; 0; 0; 0), Александр Дудин (6; 3; 2; 0), Кирилл Елсуков (1; 0; 0; 0), Максим Зубарев (16; 0; 0; 10), Евгений Леухин (1; 0; 0; 0), Владислав Лысов (1; 1; 0; 0), Максим Матанцев (1; 0; 0; 10), Михаил Мохов (6; 0; 0; 40), Максим Мусихин (1; 0; 0; 0), Артём Никулин (1; 0; 0; 0), Александр Санников (10; 0; 0; 0), Максим Синцов (12; 0; 0; 5), Константин Хлебников (1; 0; 0; 0), Евгений Чуркин (1; 0; 1; 10) и вратарь Михаил Шиляев (3; −7; 0; 0).

- 11. «Старт» (Нижний Новгород) (23 игрока): Роман Тимофеев (21; −95; 1; 30), Евгений Шайтанов (12; −78; 1; 20) − Игорь Агапов (18; 2; 0; 0), Александр Аншуков (28; 0; 1; 60+К), Леонид Бедарев (30; 17; 16; 15+К), Павел Гаврилов (30; 12; 12; 55), Сергей Гаврилов (30; 2; 0; 0), Руслан Галяутдинов (30; 8; 13; 200), Алексей Киселёв (24; 6; 1; 0), Дмитрий Козин (21; 3; 1; 10), Алексей Котельников (30; 0; 0; 140), Игорь Леденцов (30; 1; 12; 275+2К), Максименко Денис (30; 1; 0; 130+2К), Евгений Мастрюков (30; 36; 3; 20+К), Антон Рычагов (25; 15; 5; 35), Олег Рязанов (19; 0; 0; 15), Равиль Сиразетдинов (20; 1; 1; 50), Дмитрий Чекулаев (27; 0; 2; 30), Евгений Черепанов (30; 5; 7; 135), Андрей Шулаев (29; 6; 3; 50), Михаил Щитов (21; 0; 0; 5). В команде также выступали: Олег Пивоваров (13; 0; 1; 10) и вратарь Сергей Кривоногов (2; 0; 0; 0).

- 12. «Уральский трубник» (Первоуральск) (24 игрока): Антон Мокеев (12; −23; 0; 10), Сергей Саблин (25; −117; 0; 10) − Денис Варлачёв (22; 1; 10; 10), Александр Воронковский (15; 1; 1; 30), Артём Вшивков (26; 14; 6; 95), Александр Дрягин (22; 1; 4; 25), Евгений Игошин (25; 20; 5; 0), Андрей Кислов (26; 2; 3; 60), Виталий Клюшанов (19; 8; 1; 25+К), Вячеслав Маркин (25; 14; 5; 120+3К), Константин Пепеляев (19; 0; 2; 55), Дмитрий Разуваев (25; 5; 2; 100), Дмитрий Сустретов (26; 6; 7; 45), Олег Хайдаров (17; 0; 3; 55), Дмитрий Чулочников (24; 3; 5; 25), Павел Якушев (26; 1; 1; 45). В команде также выступали: Андрей Орлов (7; 0; 0; 0), Максим Рябков (1; 0; 0; 0), Дмитрий Сафуллин (4; 0; 0; 0), Алексей Сердюк (14; 3; 0; 0), Калле Спьют (4; 6; 2; 0), Робин Сундин (1; 0; 0; 0), Павел Чучалин (14; 4; 0; 0), Йеспер Эрикссон (4; 0; 6; 0). По 1 мячу в свои ворота забили Егор Кохачёв («Саяны» (Абакан) и Максим Эйсбруннер («Байкал-Энергия» (Иркутск).

- 13. «Строитель» (Сыктывкар) (20 игроков): Эдуард Найденков (16; −61; 0; 0), Андрей Слобожанинов (8; −30; 0; 0) − Роман Бояринцев (21; 0; 1; 110), Сергей Дёмин (21; 9; 0; 165), Алексей Другов (19; 1; 1; 20), Николай Кетов (17; 0; 0; 10), Павел Курочкин (21; 5; 3; 80), Алексей Лысак (21; 8; 6; 20), Александр Мальцев (18; 1; 7; 5), Руслан Нейфельд (21; 4; 11; 25), Евгений Перевощиков (21; 14; 8; 10), Семён Подкин (16; 9; 0; 10), Иван Пучков (21; 0; 1; 55), Сергей Хрящёв (21; 4; 4; 50), Михаил Цывунин (21; 8; 4; 100), Алексей Чухломин (21; 0; 0; 85). В команде также выступали: Михаил Красиков (10; 4; 2; 20), Денис Непогодин (10; 0; 0; 20), Дмитрий Одинцов (3; 0; 0; 0) и Максим Фасхутдинов (10; 1; 1; 25).

- 14. «Мурман» (Мурманск) (24 игрока): Олег Крутихин (20; −96; 1; 0), Николай Митрошенко (5; −17; 0; 0) − Владимир Архипов (21; 21; 5; 50), Антон Батраков (15; 0; 1; 110+К), Михаил Ветров (21; 8; 3; 15), Алексей Горохов (21; 11; 1; 50), Станислав Долгий (20; 0; 0; 110), Михаил Жмуцкий (21; 1; 11; 95+К), Николай Изотов (21; 7; 18; 30), Александр Клыпин (21; 8; 0; 75), Яков Красовский (19; 8; 1; 10), Андрей Марковиченко (21; 2; 2; 10), Андрей Мытник (21; 1; 11; 95), Валерий Самарин (15; 1; 1; 10), Пётр Широков (21; 13; 7; 30), Кирилл Юмин (19; 2; 1; 40). В команде также выступали: Юрий Ларионов (8; 0; 0; 15), Дмитрий Липин (9; 0; 0; 0), Роман Никитенко (11; 0; 0; 30), Константин Северин (4; 0; 0; 0), Сергей Старосветский (9; 1; 0; 0), Михаил Тарасенко (10; 0; 0; 0), Юрий Токаев (8; 0; 0; 65) и вратарь Евгений Крюков (2; −5; 0; 0).

- 15. «Водник» (Архангельск) (33 игрока): Григорий Лапин (10; −39; 0; 10), Всеволод Харчев (11; −69; 0; 20) − Александр Антонов (17; 12; 0; 10), Павел Барсуков (19; 12; 1; 80), Александр Гаврилов (18; 0; 9; 0), Евгений Дергаев (21; 8; 7; 40), Владислав Заостровцев (19; 1; 2; 40), Золотарёв Алексей (21; 4; 4; 40), Рауан Исалиев (19; 12; 3; 40), Сергей Калинин (21; 0; 0; 205+2К), Сергей Катугин (15; 10; 1; 15), Станислав Клюшанов (20; 3; 7; 85), Валерий Проурзин (12; 5; 1; 20), Илья Сысоев (20; 1; 2; 35), Александр Труфанов (20; 3; 0; 100), Евгений Шихирин (19; 7; 1; 20), Николай Ярович (19; 3; 19; 10). В команде также выступали: Александр Березин (5; 5; 0; 0), Николай Гаврилов (7; 2; 0; 0), Алексей Голдин (1; 0; 0; 0), Роберт Зореев (2; 0; 0; 0), Алексей Ибатулов (1; 0; 0; 0), Игорь Коняхин (13; 0; 2; 40), Кирилл Незнамов (1; 0; 0; 0), Роман Ожогов (1; 0; 0; 10), Илья Пономарёв (1; 0; 0; 0), Алексей Попутников (1; 0; 0; 0), Николай Радюшин (1; 0; 0; 0), Николай Семяшкин (7; 1; 0; 0), Александр Серов (7; 1; 0; 0), Роман Сухоруков (2; 0; 0; 0), Эдуард Трифонов (4; 0; 0; 0), Артём Шеховцов (3; 1; 0; 0).

- 16. «Локомотив» (Оренбург) (25 игроков): Илья Куйвашев (10; −51; 1; 0), Александр Морковкин (6; −21; 0; 10), Михаил Ходыкин (6; −47; 0; 0) − Дмитрий Алексанин (20; 0; 0; 150), Андрей Балыкин (11; 2; 5; 35), Евгений Гребёнкин (21; 2; 2; 35), Вадим Горшунов (19; 5; 1; 170), Алексей Евдокимов (18; 0; 2; 10), Михаил Ефимов (17; 5; 0; 10), Сергей С. Лихачёв (21; 9; 3; 10), Дмитрий Милованов (18; 10; 2; 0), Антон Рычков (21; 1; 0; 25), Андрей Смирнов (17; 3; 4; 0), Анатолий Старых (11; 4; 1; 40), Виталий Султанов (14; 1; 0; 50), Евгений Сысоев (21; 0; 2; 70+К), Александр Шавалдин (19; 4; 1; 65), Алексей Шишкин (20; 5; 2; 70), Евгений Щеглов (21; 0; 11; 30). В команде также выступали: Евгений Жуков (10; 0; 0; 0), Олег Кулаев (7; 0; 0; 30), Александр Садырин (3; 0; 0; 10), Евгений Трунёв (1; 0; 0; 0), Марат Юмангулов (10; 1; 1; 10) и вратарь Сергей Шастин (1; −7; 0; 0).

- 17. «СКА-Свердловск» (Екатеринбург) (23 игрока): Артём Драничников (19; −84; 1; 0), Максим Перасимов (7; −47; 0; 0) − Сергей Алексейкин (23; 10; 0; 10), Артём Ахметзянов (23; 1; 0; 90), Евгений Волков (23; 3; 4; 45), Сергей Ирисов (21; 4; 3; 30), Максим Комаров (23; 1; 1; 80+К), Тимур Кутупов (23; 0; 1; 105), Юрий Никульшин (22; 3; 7; 25), Алексей Москвитин (21; 1; 3; 45), Дмитрий Степченков (23; 2; 9; 75), Алексей Усьянцев (23; 5; 9; 55), Владимир Фисенко (18; 3; 0; 0+К), Владимир Чарыков (23; 12; 1; 20), Алексей Шевченко (23; 11; 2; 65), Максим Ширяев (14; 5; 1; 10). В команде также выступали: Алексей Белов (10; 2; 0; 10), Денис Князев (2; 0; 0; 0), Евгений Крячко (12; 3; 2; 35), Виктор Осипов (2; 0; 0; 0), Константин Пепеляев (7; 1; 0; 10), Алексей Соколов (4; 0; 0; 0), Александр Фишер (2; 0; 0; 0),

- 18. «Саяны» (Абакан) (27 игроков): Дмитрий Атапин (16; −82; 0; 0) − Виталий Ахмеров (15; 3; 2; 10), Илья Болдыков (14; 6; 0; 30), Василий Жаукенов (14; 6; 2; 0), Егор Кохачёв (19; 0; 0; 65), Иван Макаров (19; 1; 1; 70), Антон Мартынов (12; 4; 0; 0), Михаил Прокопьев (19; 0; 6; 75), Алексей Селиванов (19; 0; 2; 65), Алексей Терентьев (16; 0; 9; 40), Артём Торточаков (13; 0; 1; 15), Евгений Тюркин (19; 14; 2; 0), Андрей Хлюпин (19; 9; 4; 50). В команде также выступали: Игорь Вангонин (1; 0; 0; 0), Атон Комков (7; 0; 3; 20), Евгений Кузнецов (7; 0; 0; 40), Иван Кунстман (4; 0; 0; 0), Виталий Лабун (7; 2; 1; 0), Владимир Лештаев (10; 0; 0; 0), Алмаз Миргазов (1; 0; 0; 0), Александр Мишкелеев (2; 0; 0; 0), Максим Мороз (4; 0; 0; 40), Андрей Прокопьев (2; 0; 0; 0), Василий Савин (7; 1; 0; 15), Анатолий Старых (7; 2; 0; 25), Максим Юренков (1; 0; 0; 0) и вратарь Максим Юмин (5; −31; 0; 0).

- 19. «Маяк» (Краснотурьинск) (22 игрока): Николай Митрошенко (4; −14; 0; 0), Александр Морковкин (9; −55; 0; 0) − Алексей Белов (9; 4; 0; 10), Дмитрий Дерябин (6; 0; 0; 0), Евгений Игошин (8; 0; 0; 0), Михаил Коптий (8; 0; 3; 20), Михаил Красиков (9; 8; 1; 10), Алексей Курдюков (7; 0; 0; 10), Григорий Липин (8; 1; 1; 35), Дмитрий Липин (9; 1; 1; 0), Кирилл Магасумов (6; 0; 0; 0), Фёдор Миронов (8; 2; 2; 35), Денис Непогодин (8; 0; 1; 20), Роман Никитенко (9; 1; 0; 20), Антон Оппенлендер (7; 1; 0; 10), Максим Сергеевич Семёнов (7; 1; 0; 50), Владимир Третьяков (9; 0; 0; 25). В команде также выступали Глеб Верещагин (3; 0; 0; 10), Сергей Кем (2; 0; 0; 0), Александр Колягин (4; 0; 0; 0), Михаил Селедков (2; 0; 0; 0), Максим Шендлер (1; 0; 0; 0).

- Первая цифра в скобках после фамилии игрока обозначает количество сыгранных матчей, вторая-количество забитых, (а для вратарей-пропущенных) мячей, а третья — количество голевых передач,четвёртая - штрафное время хоккеиста + удаления до Конца матча.

Лучший бомбардир — Сергей Обухов, «Динамо» (Москва) — 87 мячей.

### Бомбардиры
| #  | Игрок              | Команда                  | Игры | Голы |
| -- | ------------------ | ------------------------ | ---- | ---- |
| 1  | Сергей Обухов      | Динамо (Москва)          | 30   | 87   |
| 2  | Евгений Иванушкин  | Динамо (Москва)          | 21   | 57   |
| 3  | Павел Рязанцев     | Кузбасс (Кемерово)       | 26   | 57   |
| 4  | Сергей Ломанов-мл. | Енисей (Красноярск)      | 27   | 55   |
| 5  | Сами Лаакконен     | Зоркий (Красногорск)     | 28   | 52   |
| 6  | Бо Патрик Нильссон | Динамо-Казань (Казань)   | 27   | 48   |
| 7  | Вячеслав Бронников | Родина (Киров)           | 28   | 46   |
| 8  | Александр Насонов  | Динамо (Москва)          | 29   | 39   |
| 9  | Евгений Мастрюков  | Старт (Нижний Новгород)  | 30   | 36   |
| 10 | Денис Турков       | Сибсельмаш (Новосибирск) | 27   | 35   |

### Ассистенты
| #  | Игрок              | Команда                | Игры | Пасы |
| -- | ------------------ | ---------------------- | ---- | ---- |
| 1  | Михаил Свешников   | Динамо (Москва)        | 25   | 44   |
| 2  | Ульф Эйнарссон     | Динамо-Казань (Казань) | 30   | 32   |
| 3  | Сергей Бурлаков    | Зоркий (Красногорск)   | 28   | 29   |
| 4  | Павел Франц        | Динамо (Москва)        | 28   | 28   |
| 5  | Виктор Чернышёв    | Кузбасс (Кемерово)     | 26   | 27   |
| 6  | Иван Максимов      | Динамо (Москва)        | 29   | 27   |
| 7  | Ринат Шамсутов     | Динамо (Москва)        | 26   | 26   |
| 8  | Максим Чермных     | Динамо (Москва)        | 29   | 26   |
| 9  | Сергей Ломанов-мл. | Енисей (Красноярск)    | 27   | 25   |
| 10 | Александр Тюкавин  | Динамо (Москва)        | 28   | 25   |

### Гол + Пас
| #  | Игрок              | Команда                | Игры | Голы | Пасы | Г+П |
| -- | ------------------ | ---------------------- | ---- | ---- | ---- | --- |
| 1  | Сергей Обухов      | Динамо (Москва)        | 30   | 87   | 13   | 100 |
| 2  | Сергей Ломанов-мл. | Енисей (Красноярск)    | 27   | 55   | 25   | 80  |
| 3  | Павел Рязанцев     | Кузбасс (Кемерово)     | 26   | 57   | 12   | 69  |
| 4  | Михаил Свешников   | Динамо (Москва)        | 25   | 24   | 44   | 68  |
| 5  | Евгений Иванушкин  | Динамо (Москва)        | 21   | 57   | 10   | 67  |
| 6  | Вячеслав Бронников | Родина (Киров)         | 28   | 46   | 18   | 64  |
| 7  | Александр Насонов  | Динамо (Москва)        | 29   | 39   | 19   | 58  |
| 8  | Бо Патрик Нильссон | Динамо-Казань (Казань) | 27   | 48   | 6    | 54  |
| 9  | Сами Лаакконен     | Зоркий (Красногорск)   | 28   | 52   | 1    | 53  |
| 10 | Виктор Чернышёв    | Кузбасс (Кемерово)     | 26   | 25   | 27   | 52  |

По итогам сезона определён список 22 лучших игроков.